# Marco Aurelio Probo

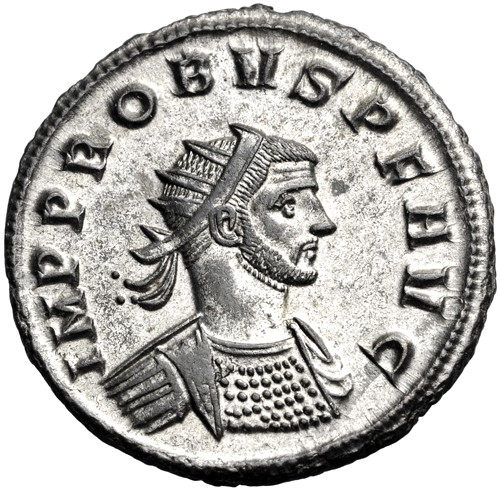
Effigie di Probo

Marco Aurelio Probo (in latino Marcus Aurelius Probus; Sirmio, 19 agosto 232 – Sirmio, 282) è stato un imperatore romano dal 276 fino alla sua morte.

## Biografia

### Carriera militare e politica
Divenuto tribuno militare all'età di 20 anni, si racconta che durante l'impero di Valeriano (tra il 254 ed il 258) combatté una guerra contro i Sarmati Iazigi che si trovavano di fronte ai confini della Pannonia inferiore, e spintosi oltre il Danubio, aveva compiuto molti atti di valore.
(Historia Augusta, Probo, 5.1-2.)
Al momento dell'acclamazione imperiale, dopo aver avuto una gloriosa carriera, ricopriva un alto incarico in Oriente (forse come praefectus legionis).

### Regno (276-282)

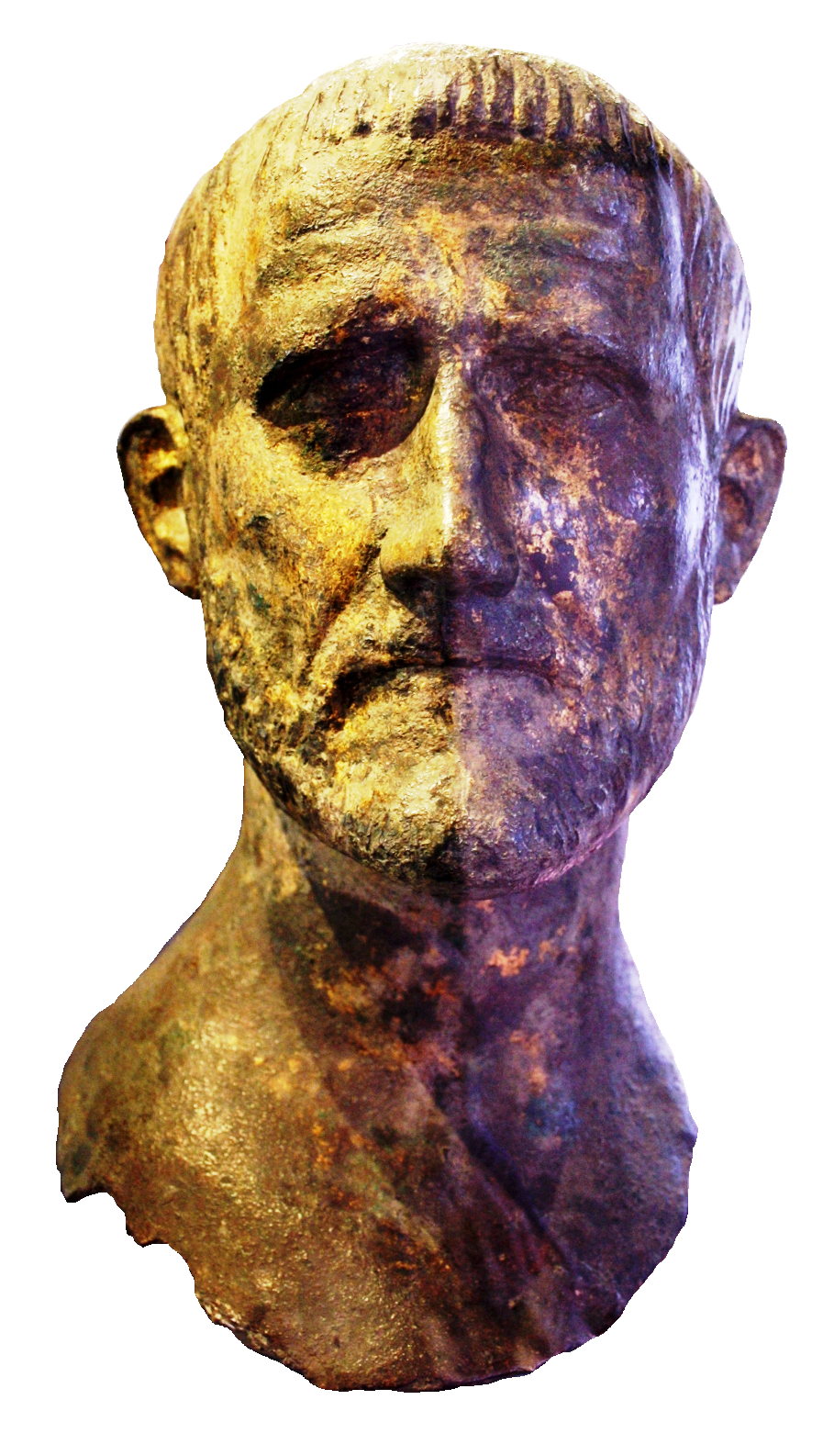
Ritratto di Marco Aurelio Probo, conservato presso il Museo di Santa Giulia a Brescia.

Probo è uno dei cosiddetti "imperatori illirici" (spesso di origine plebea e nativa che, in virtù della riforma di Gallieno, la quale abolì le cariche senatoriali, assursero ai gradi più alti dell'esercito e dell'impero) espressi direttamente dal consenso delle legioni. Egli cercò con tutte le sue forze di sanare la situazione di decadenza dei suoi tempi e difese l'impero dalle sempre più frequenti invasioni d'oltre confine. Regnò poco, come quasi tutti gli imperatori di questo periodo, dal 276 al 282. Pur rimanendo un tipico esempio dell'assolutismo imperiale dell'epoca, cercò di mitigare i rapporti con il Senato, lasciando a quest'assemblea una qualche parvenza decisionale.
Quando nel 276 fu proclamato dalle sue legioni imperatore contro Floriano (che fu sconfitto, a detta di Zosimo, per il diffondersi della pestilenza nel suo esercito), ricopriva un incarico in Oriente. Dopo aver vendicato la morte dei predecessori Aureliano e Tacito, intraprese nel 277 una campagna in Asia Minore contro i goti, assumendo il titolo di Gothicus maximus. Dopodiché, spostandosi in Gallia con l'esercito, sconfisse i germani ivi penetrati, respingendoli oltre il fiume Neckar e mettendo in sicurezza il settore renano, dove strinse un foedus con le popolazioni stanziate negli Agri decumates. Respinse anche i burgundi e i vandali che avevano invaso la Rezia (molti di questi, fatti prigionieri, li trasferì in Britannia), mettendo in sicurezza il limes danubiano e assegnandosi nel 278 il titolo di Germanicus maximus. Probo avviò un processo di più fitto inserimento dei peregrini nell'esercito, consentendo arruolamenti in massa di truppe tra i barbari e autorizzando il loro accesso agli incarichi civili. A conferma, se non di una accentuazione del ruolo dei barbari, almeno di un'altra considerazione del loro apporto, una lettera spedita dall'imperatore al Senato così precisava la questione:
(Historia Augusta, Probus, 15)
Oltre che ad arginare le sempre più frequenti scorrerie ed invasioni di popoli e tribù, Probo dovette occuparsi anche di coloro che, a vario titolo, vollero contendergli il titolo imperiale. L'imperatore infatti non volle mai nominare un co-reggente, a costo di intraprendere lunghi e dispendiosi viaggi in lungo e in largo per l'impero.

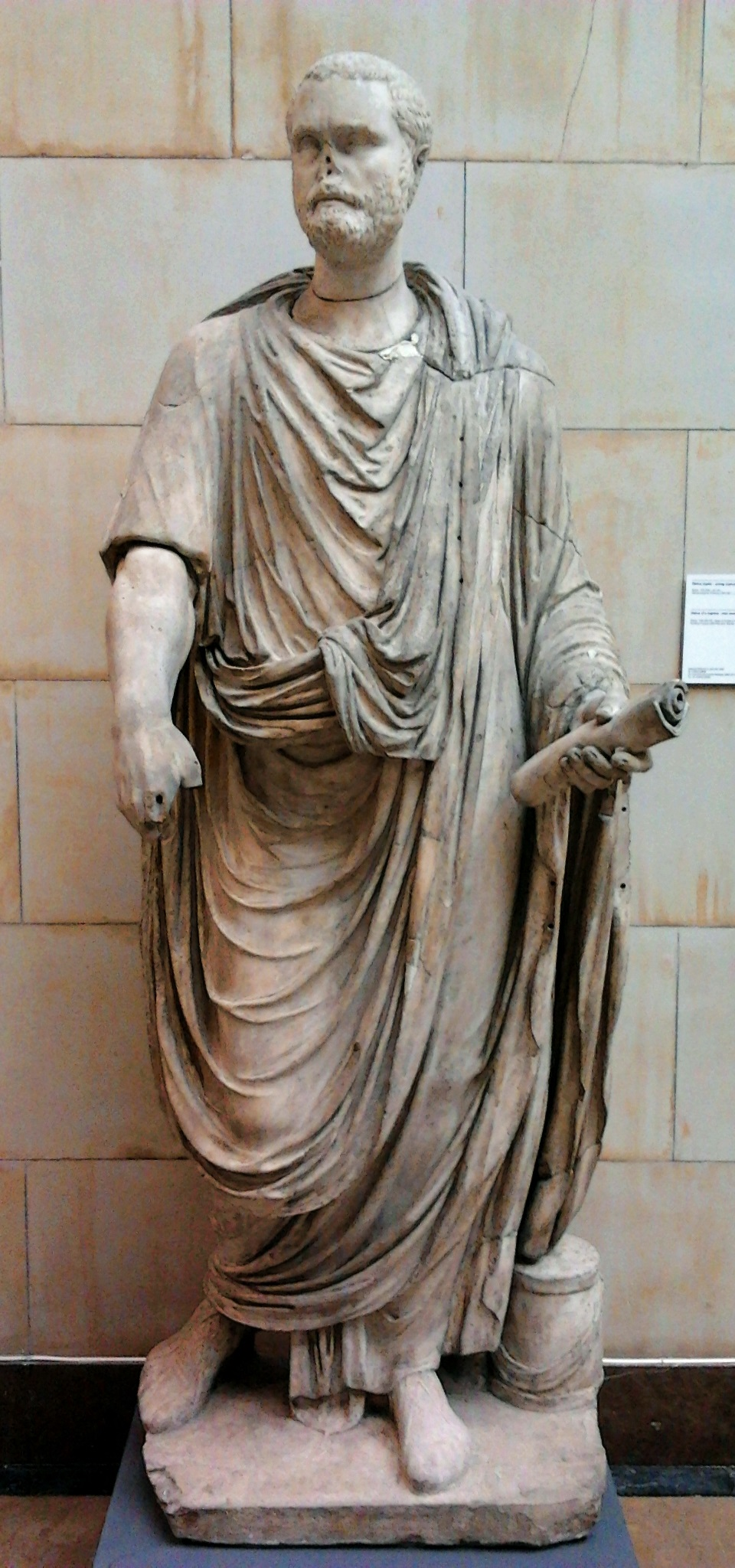
Statua dell'imperatore Probo.

Nel 280 Giulio Saturnino, governatore della Syria, fu proclamato imperatore dai soldati. Morì assediato dai fedeli di Probo, ad Apamea. Nello stesso anno Proculo, un militare di nobili origini, nominato imperatore dai suoi uomini fu eliminato da Probo. Sempre nel 280 un altro militare, Bonoso, si proclamò imperatore a Colonia, fu combattuto e ucciso da Probo.
Ristabilita una certa tranquillità nell'impero, Probo si accinse a risolvere il problema del peso economico dell'esercito sulle sfinite casse imperiali e si dedicò alle questioni interne. Perseguendo una politica di accomodamento col ceto aristocratico di Roma (della quale portò a termine la cinta muraria iniziata da Aureliano), tentò dapprima di aumentare la presenza umana in alcuni territori che si erano spopolati in conseguenza dei continui conflitti, stanziando coloni barbari (bastarni, gepidi, grutungi e vandali) con lo scopo di farne, in futuro, nuovi contribuenti per il fisco. Poi, ordinò che alle legioni fossero imposte corvée al di fuori dell'impegno bellico (soprattutto in agricoltura e nell'edificazione di opere pubbliche). Fu Probo a rilanciare la coltivazione della vite, specialmente in Gallia e Pannonia, dopo che era stata proibita sotto Domiziano per evitare carestie.
L'aver gravato di eccessive incombenze le legioni incentivò forse le truppe alla ribellione. Le milizie di stanza a Sirmio infatti, che erano impegnate in un'opera di prosciugamento delle circostanti paludi, si unirono ad una rivolta militare delle truppe della Rezia capitanate da Marco Aurelio Caro (prefetto del pretorio che aveva ottenuto un comando speciale sulla porzione occidentale pochi mesi prima) ed eliminarono Probo che, in quel momento, si trovava proprio a Sirmio. Pare che stesse apprestando i preparativi di una spedizione contro la Persia sasanide.